# 정유진 (1996년)
정유진(1996년 9월 6일 ~)은 대한민국의 가수이다. 2015년 디아크 싱글 《Somebody 4 Life》로 데뷔했다. 이전 예명은 메일이었다.

## 방송
- 보이스 코리아 2020 (2020) - Top8
- 미쓰백 (2020)
- 싱어게인3 (2023) - Top43

## 공연
- 조이뮤직콘서트 메일&팍스차일드 Return! (2019)